# スタディオ・アギア・ソフィア
スタディオ・アギア・ソフィア（ギリシア語: Γήπεδο Αγιά Σοφιά、英語: Agia Sophia Stadium）は、ギリシャ・アテネにあるサッカー専用スタジアム。2022年9月に開場し、AEKアテネFCがホームスタジアムとして使用している。命名権導入により、OPAPアレーナ（OPAPアレーナ）とも呼ばれている。

## 概要
AEKアテネFCが2003年まで使用していたスタディオ・ニコス・グマスを解体した跡地に建設され、総工費7,500万ユーロを投じてスタートした建設工事は2022年9月7日に竣工した。スタジアムのこけら落としは同年9月30日に開催されたギリシャ・スーパーリーグのAEKアテネFC対イオニコスFCの試合だった。
2023年3月27日には、スタジアム初の国際Aマッチとしてギリシャ代表対リトアニア代表の試合が行われたが、0-0のスコアレスドローに終わっている。以降ギリシャ代表は定期的にこのスタジアムでホームゲームを行なっている。
正式なスタジアムの名前に含まれているアギア・ソフィアは、イスタンブールにあるモスク、アヤソフィアから取られているが、スタジアムの命名権は売却されている。命名権を獲得したのは国内の賭博事業を中心に手掛けているOPAP社であり、OPAPアレーナ（OPAP Arena）と命名された。
また、スタジアムの新設と同時に周辺の再開発にも着手し、スタジアム南側大通りの地下化、地下鉄駅を直結など主にスタジアムへのアクセス改善に焦点を当てた開発だった。